# Euromayday
Euromayday est un réseau européen réunissant autour du thème de la précarité des collectifs militants dans une dizaine de pays d'Europe de l'Ouest : Italie, France, Espagne, Belgique, Autriche, Slovénie, Pays-Bas, Finlande, Allemagne, Grande-Bretagne, Suède.
Le réseau Euromayday organise chaque premier mai des parades festives et politiques dans une vingtaine de grandes villes européennes (Milan, Barcelone, Paris, Hambourg, Helsinki, Londres, Berlin, Vienne, etc).
Ce concept d'Euromayday, que l'on pourrait traduire littéralement par « Euro-signal de détresse », puisqu'il est formé sur le terme anglophone mayday, entendu comme un jour de solidarité pour tous les ouvriers du monde, est né à Milan, en 2001, où s'est organisée la première parade qui a réuni environ 5 000 personnes. Le réseau européen a été fondé en 2004, à la suite de l'Appel du Middelsex, lancé par une dizaine de collectifs de précaires européens en marge du forum social européen de Londres. 
Le réseau européen réclame principalement une globalisation des droits sociaux au niveau européen, notamment l'instauration d'un salaire minimum, la dissociation entre le travail et le revenu (« à travail discontinu, revenu continu ») ainsi que l'amélioration des conditions d'accueil et des droits des migrants (fermeture des centres de détention pour migrants, liberté de circulation, etc.). Le réseau Euromayday réclame également la gratuité des transports en commun ou encore la liberté de partage des connaissances sur Internet (« free upload and free download »).
L'ambition de l'Euromayday est d'afficher un ensemble de revendications qui ne sont pas prises en charge par les organisations traditionnelles : lutte contre la précarité, régularisation des étrangers en situation irrégulière, accès au système de santé, etc.
L'Euromayday s'inscrit dans la filiation des mobilisations des "sans" des années 1990.
Les influences théoriques du mouvement sont à chercher chez des auteurs comme Giorgio Agamben, Gilles Deleuze, Michel Foucault, Antonio Negri et dans des revues comme Multitudes ou Vacarme.
Initialement européen, le mouvement Euromayday a trouvé des échos et des appuis dans les fortes mobilisations des étrangers en situation irrégulière et de la gauche radicale dans certaines villes américaines en 2006 et 2007. Par ailleurs, des parades d'Euromayday ont eu lieu à Tokyo en 2006 et 2007.

## Sources
1. ↑  À propos du collectif belge de l'Euromayday : Construire sa vie autrement, Politique, revue de débats, Bruxelles, n°46, octobre 2006.